# 古賀武日児
古賀 武日児（こが たけひこ、1949年〈昭和24年〉4月29日 - ）は、福岡県出身の元ボートレーサー。

## 来歴
高塚清一と同期。野中和夫・永松栄と共に「若手三羽ガラス」と呼ばれ、昭和50年代前半にGIを勝ちまくった。ペラ巧者として筑豊在住の後輩も育て、代表的な弟子に瓜生正義がいる。1977年には第12回鳳凰賞競走（下関）で優出を果たし、スタートで飛び出した中道善博に小林嗣政が飛びつき、2マークで古賀と中道が大競りしたところを山本泰照が差し抜けた。中道はフライングで失格となり、山本が1マークで大競り、2マークも大競りという展開を突いて優勝、古賀は3着に終わった。
1998年6月8日の若松一般戦「第26回しぶき杯争奪戦」で1号艇1コースからイン逃げを決めて最後の優勝、2003年9月18日の津一般戦「第23回ちどり杯争奪戦」が最後の優出となり、3号艇2コース進入で6着に終わった。2004年1月27日の芦屋「一般競走」最終日3Rが最後の出走となり、4号艇3コースからまくりを決めて最後の勝利となる通算2319勝目 を挙げた。同年引退。
2007年、ボートレース殿堂マイスター入りを果たす。

## 獲得タイトル
- 1972年 - 芦屋開設20周年記念競走
- 1974年 - 桐生開設18周年記念競走
- 1976年 - 下関開設21周年記念競走
- 1977年 - 三国開設24周年記念競走
- 1978年 - 浜名湖開設25周年記念競走
- 1981年 - 福岡開設28周年記念競走、尼崎開設29周年記念競走
- 1982年 - 唐津開設28周年記念競走
- 1984年 - 桐生開設28周年記念競走